# La catedral de Salisbury, vista desde el jardín del palacio arzobispal
La catedral de Salisbury, vista desde el jardín del palacio arzobispal es un cuadro de paisaje del pintor romántico británico John Constable, datado en 1823. Se trata de un óleo sobre tela que mide unos 87,6 centímetros de alto por 111,8 centímetros de ancho (124 por 150 con el marco incorporado). Actualmente se conserva en el Victoria and Albert Museum en Londres.
La catedral de Salisbury protagonizó varias pinturas famosas de John Constable. Las vistas que se reflejan en estos cuadros han cambiado muy poco en casi dos siglos. Fue John Fisher, el obispo de Salisbury, quien encargó esta pintura a su amigo Constable, siendo también quien escogió la vista desde la que debía pintarse la catedral.
Como gesto de aprecio, Constable incluyó al obispo y a su esposa en el lienzo. Sus figuras pueden verse en la parte inferior izquierda de la pintura, detrás de una valla y bajo las sombras de los árboles.
Constable reconoció que es el cuadro que le resultó más difícil, pues tuvo que atenerse a las instrucciones del comitente. Los dos árboles que forman un marco natural para la iglesia, detrás de ellos e iluminada por el sol, forman una composición artificiosa. Se pretende así transmitir armonía entre la naturaleza y la obra humana.